# Зельце
Зельце (нім. Seelze) — місто в Німеччині, розташоване в землі Нижня Саксонія. Входить до складу району Ганновер.
Площа — 54 км2. Населення становить 34 271 ос. (станом на 31 грудня 2021).

## Географії

### Адміністративний поділ
Місто  складається з 11 районів:
- Зельце
- Альмгорст
- Гаренберг
- Гюммер
- Дедензен
- Детеберг
- Кірхверен
- Латверен
- Леттер
- Лонде
- Фельбер